# Туркменистан на Светском првенству у атлетици на отвореном
Туркменистан је као самостална земља дебитовао на 4. Светском првенству у атлетици на отвореноми 1993. одржаном у Штутгарту од 10. до 12. марта. До овог првенства, атлетичари Туркменистана су учествовали на неким од ранијих такмичења у саставу репрезентације СССР.
Закључно са 16. Светским првенством 2017. у Лондону, атлетичари Туркменистана су учествовали на 12.
На светским првенствима на отвореном Туркменистан није освајао медаље, тако да се после Светског првенства 2017. налази у групи земаља иза 101. места земаља учесница које су освајале мњдаље. Исто тако преставници Туркменистана нису освајали бодове на табели успешности (нису заузели једно од првих 8 места односно учествовали у финалу неке од дисциплина.
| Место  | СП у дворани |   |   |   |   |
| =<102. | Туркменистан | 0 | 0 | 0 | 0 |

## Освајачи медаља на светским првенствима на отвореном
Нису освајане медаље.

## Учешће и освојене медаље Туркменистана на светским првенствима на отвореном
| Учешће и освојене медаље Туркменистана на СП | Учешће и освојене медаље Туркменистана на СП | Учешће и освојене медаље Туркменистана на СП | Учешће и освојене медаље Туркменистана на СП | Учешће и освојене медаље Туркменистана на СП | Учешће и освојене медаље Туркменистана на СП | Учешће и освојене медаље Туркменистана на СП | Учешће и освојене медаље Туркменистана на СП | Учешће и освојене медаље Туркменистана на СП | Учешће и освојене медаље Туркменистана на СП | Учешће и освојене медаље Туркменистана на СП | Учешће и освојене медаље Туркменистана на СП | Учешће и освојене медаље Туркменистана на СП | Учешће и освојене медаље Туркменистана на СП | Учешће и освојене медаље Туркменистана на СП | Учешће и освојене медаље Туркменистана на СП | Учешће и освојене медаље Туркменистана на СП | Учешће и освојене медаље Туркменистана на СП |
| СП                                           | Учесника                                     | Муш.                                         | Жене                                         | дисц.                                        |                                              |                                              |                                              |                                              | Пласман                                      | 4.М                                          | 5.М                                          | 6.М                                          | 7.М                                          | 8.М                                          | УК фин.                                      | Пл. ТУ                                       | Детаљи                                       |
| -------------------------------------------- | -------------------------------------------- | -------------------------------------------- | -------------------------------------------- | -------------------------------------------- | -------------------------------------------- | -------------------------------------------- | -------------------------------------------- | -------------------------------------------- | -------------------------------------------- | -------------------------------------------- | -------------------------------------------- | -------------------------------------------- | -------------------------------------------- | -------------------------------------------- | -------------------------------------------- | -------------------------------------------- | -------------------------------------------- |
| 1983 — 1991.                                 | Учествовао као део репрезентације СССР       | Учествовао као део репрезентације СССР       | Учествовао као део репрезентације СССР       | Учествовао као део репрезентације СССР       | Учествовао као део репрезентације СССР       | Учествовао као део репрезентације СССР       | Учествовао као део репрезентације СССР       | Учествовао као део репрезентације СССР       | Учествовао као део репрезентације СССР       | Учествовао као део репрезентације СССР       | Учествовао као део репрезентације СССР       | Учествовао као део репрезентације СССР       | Учествовао као део репрезентације СССР       | Учествовао као део репрезентације СССР       | Учествовао као део репрезентације СССР       | Учествовао као део репрезентације СССР       | Учествовао као део репрезентације СССР       |
| 1993. Штутгарт                               | 1                                            | 1                                            | 0                                            | 1                                            | 0                                            | 0                                            | 0                                            | 0                                            | -                                            | 0                                            | 0                                            | 0                                            | 0                                            | 0                                            | 0                                            | 0                                            |                                              |
| 1995. Гетеборг                               | 1                                            | 1                                            | 0                                            | 1                                            | 0                                            | 0                                            | 0                                            | 0                                            | -                                            | 0                                            | 0                                            | 0                                            | 0                                            | 0                                            | 0                                            | 0                                            | [ 1 ]                                        |
| 1997. Атина                                  | Није учествовао                              | Није учествовао                              | Није учествовао                              | Није учествовао                              | Није учествовао                              | Није учествовао                              | Није учествовао                              | Није учествовао                              | Није учествовао                              | Није учествовао                              | Није учествовао                              | Није учествовао                              | Није учествовао                              | Није учествовао                              | Није учествовао                              | Није учествовао                              | Није учествовао                              |
| 1999. Севиља                                 | 1                                            | 0                                            | 1                                            | 1                                            | 0                                            | 0                                            | 0                                            | 0                                            | -                                            | 0                                            | 0                                            | 0                                            | 0                                            | 0                                            | 0                                            | 0                                            | [ 2 ]                                        |
| 2001. Едмонтон                               | 2                                            | 0                                            | 2                                            | 2                                            | 0                                            | 0                                            | 0                                            | 0                                            | -                                            | 0                                            | 0                                            | 0                                            | 0                                            | 0                                            | 0                                            | 0                                            | [ 3 ]                                        |
| 2003. Париз                                  | 1                                            | 0                                            | 1                                            | 1                                            | 0                                            | 0                                            | 0                                            | 0                                            | -                                            | 0                                            | 0                                            | 0                                            | 0                                            | 0                                            | 0                                            | 0                                            | [ 4 ]                                        |

## Преглед учешћа спортиста Туркменистана и освојених медаља по дисциплинама на СП у дворани
Стање после СП 2018.
| Дисциплина | Период | Период   | Укупно | Мушки | Жене |   |   |   |   |
| Дисциплина | Прво   | Последње | Укупно | Мушки | Жене |   |   |   |   |
| ---------- | ------ | -------- | ------ | ----- | ---- | - | - | - | - |
| 100 м      | 2003   | 2003     | 1      | 0     | 1    | 0 | 0 | 0 | 0 |
| 400 м      | 2001   | 2001     | 1      | 0     | 1    | 0 | 0 | 0 | 0 |
| Скок удаљ  | 1993   | 1995     | 1      | 1     | 0    | 0 | 0 | 0 | 0 |
| Троскок    | 1999   | 2001     | 1      | 0     | 1    | 0 | 0 | 0 | 0 |
| Укупно (4) |        |          | 4      | 1     | 3    | 0 | 0 | 0 | 0 |

Разлика у горње две табеле за .. учесника (.. мушкараца и .. жене) настала је у овој табели јер је сваки такмичар без обзира колико је пута учествовао на првенствима и у колико разних дисциплина на истом првенству, рачунат само једном.

## Национални рекорди постигнути на светским првенствима на отвореном
| Дисцилина | Нови рекорд | Атлетича/ка | Датум, Место | Стари рекорд | Атлетича/ка | Датум, Место |  |
| --------- | ----------- | ----------- | ------------ | ------------ | ----------- | ------------ |  |
|           |             |             |              |              |             |              |  |
|           |             |             |              |              |             |              |  |
|           |             |             |              |              |             |              |  |
|           |             |             |              |              |             |              |  |
|           |             |             |              |              |             |              |  |

## Занимљивости
- Најмлађи учесник: Јелена Рјабова 19 год и 129 дана
- Најстарији учесник: Валентина Назарова 31 год и 172 дана
- Највише учешћа: Валентина Назарова 3 пута (2006, 2008, 2016)
- Најбоље пласирани атлетичар: Baimourad Achirmouradov 18. место (1994)
- Најбоље пласирана атлетичарка: Алена Петрова 17. место (2001)
- Прва медаља:
- Прва златна медаља: –
- Највише медаља:
- Најбољи пласман Туркменистана: